# Gorenja Brezovica (Šentjernej, Slovenija)
Gorenja Brezovica je naselje u slovenskoj Općini Šentjerneju. Gorenja Brezovica se nalazi u pokrajini Dolenjskoj i statističkoj regiji Donjoposavskoj regiji. 

## Stanovništvo
Prema popisu stanovništva iz 2002. godine naselje je imalo 226 stanovnika.